# Stipagrostis
Stipagrostis is een geslacht uit de grassenfamilie (Poaceae). De soorten van dit geslacht komen voor in Europa, Afrika, gematigd Azië en tropisch Azië.

## Soorten
Van het geslacht zijn de volgende ruim vijftig soorten bekend:
- Stipagrostis acutiflora
- Stipagrostis amabilis
- Stipagrostis anomala
- Stipagrostis arachnoidea
- Stipagrostis brachyathera
- Stipagrostis brevifolia
- Stipagrostis ciliata
- Stipagrostis damarensis
- Stipagrostis dhofariensis
- Stipagrostis dinteri
- Stipagrostis drarii
- Stipagrostis dregeana
- Stipagrostis fastigiata
- Stipagrostis foexiana
- Stipagrostis garubensis
- Stipagrostis geminifolia
- Stipagrostis giessii
- Stipagrostis gonatostachys
- Stipagrostis grandiglumis
- Stipagrostis griffithii
- Stipagrostis hermannii
- Stipagrostis hirtigluma
- Stipagrostis hochstetteriana
- Stipagrostis karelinii
- Stipagrostis lanata
- Stipagrostis lanipes
- Stipagrostis libyca
- Stipagrostis lutescens
- Stipagrostis masirahensis
- Stipagrostis multinerva
- Stipagrostis namaquensis
- Stipagrostis namibensis
- Stipagrostis obtusa
- Stipagrostis paradisea
- Stipagrostis pellytronis
- Stipagrostis pennata
- Stipagrostis plumosa
- Stipagrostis prodigiosa
- Stipagrostis proxima
- Stipagrostis pungens
- Stipagrostis raddiana
- Stipagrostis ramulosa
- Stipagrostis rigidifolia
- Stipagrostis sabulicola
- Stipagrostis sahelica
- Stipagrostis schaeferi
- Stipagrostis scoparia
- Stipagrostis seelyae
- Stipagrostis shawii
- Stipagrostis sokotrana
- Stipagrostis subacaulis
- Stipagrostis uniplumis
- Stipagrostis vexillifeta
- Stipagrostis vulnerans
- Stipagrostis xylosa
- Stipagrostis zeyheri